# Joost van Aken
Joost van Aken (Haarlem, 13 mei 1994) is een Nederlands voetballer die bij voorkeur als verdediger speelt.

## Carrière

### sc Heerenveen
Van Aken debuteerde op 16 februari 2014 in het betaald voetbal toen hij het met sc Heerenveen opnam tegen AFC Ajax. Hij viel in de 85ste minuut in voor Joey van den Berg. Tijdens zijn eerste speelminuut kreeg hij zijn eerste gele kaart in het betaald voetbal. Op 5 april stond hij tegen PSV voor het eerst in de basis en in de twee wedstrijden die daarna volgden scoorde hij tweemaal, tegen Go Ahead Eagles (2-0 winst) op 12 april en tegen FC Utrecht (4-1 winst) op 27 april. Dat seizoen eindigde Van Aken met Heerenveen knap vijfde. Aan het begin van het seizoen 2014/15 was hij een basiskracht. Hij speelde 33 wedstrijden dit seizoen.
Van Aken verlengde in juni 2015 zijn contract bij Heerenveen tot medio 2018. In de verbintenis werd een optie voor nog een seizoen opgenomen. Het begin van het seizoen 15/16 miste hij door een bovenbeenblessure. Hij maakte op 28 november met een doelpunt en een 3-0 overwinning tegen Roda JC Kerkrade zijn rentree voor de club, waarna hij dat seizoen nog maar één wedstrijd moest missen door een schorsing. Op 19 augustus 2017 speelde hij zijn 92'ste en laatste wedstrijd voor Heerenveen, voor hij naar Engeland vertrok.

### Sheffield Wednesday
Van Aken tekende in augustus 2017 een contract tot medio 2021 bij Sheffield Wednesday, de nummer vier van de Championship in het voorgaande seizoen. Dat betaalde circa €3.000.000,- voor hem aan Heerenveen. Op 9 september maakte hij tegen Nottingham Forest (3-1 winst) zijn debuut voor de club. Hij speelde 14 van de eerste 19 competitiewedstrijden, maar moest vervolgens de volledige tweede seizoenshelft toekijken met een hamstringblessure. Op 4 augustus maakte hij in de eerste speelronde van het volgende seizoen zijn rentree en anderhalve week later speelde hij mee in de EFL Cup, maar dat bleken zijn enige wedstrijden van het seizoen, aangezien hij zelden tot nooit bij de wedstrijdselectie zat.

### VfL Osnabrück
Op 14 augustus 2019 werd hij voor een seizoen verhuurd aan VfL Osnabrück, dat uitkwam in de 2. Bundesliga. Hij maakte vijf dagen later tegen Darmstadt 98 (4-0 winst) zijn debuut voor de club. Op 1 september scoorde hij tegen Karlsruher SC (3-0) zijn eerste doelpunt in Duitsland. Hij speelde 22 wedstrijden, voordat hij de laatste zeven wedstrijden moest missen door een blessure. Vervolgens keerde hij terug bij Sheffield Wednesday, waar hij de eerste seizoenshelft basisspeler was, maar vanaf 29 december 2020 niet meer in de wedstrijdselectie voor kwam. Aan het einde van het seizoen liep zijn contract af bij Sheffield, waar hij uiteindelijk 33 wedstrijden speelde.

### Terug bij sc Heerenveen
Nadat hij in een halfjaar bij SV Zulte Waregem slechts één wedstrijd speelde, werd op 25 januari 2022 werd zijn contract ontbonden en keerde hij in de winter van 2022 terug bij Heerenveen. Eén van zijn drie wedstrijden voor Heerenveen dat seizoen was in de Friese derby tegen SC Cambuur (3-3), waarin hij in de 96'ste minuut met een doelpunt een punt redde voor Heerenveen. In het seizoen 2022/23 begon Heerenveen onder Kees van Wonderen in een 5-3-2 opstelling, waardoor er voor Van Aken een plekje in de vijfmansverdediging vrij kwam naast Paweł Bochniewicz en Sven van Beek. Hij liep na zeven wedstrijden een blessure op en toen hij na drie wedstrijden terugkeerde was, was Van Wonderen geswitcht naar een viermansverdediging, waardoor hij vooral als invaller in het veld kwam. In de eerste wedstrijd van 2023 liep Van Beek echter een langdurige blessure op, waardoor Van Aken weer basisspeler werd.

## Clubstatistieken
| Seizoen                         | Club                | Competitie      | Competitie | Competitie | Beker | Beker | Internationaal | Internationaal | Overig | Overig | Totaal | Totaal |
| Seizoen                         | Club                | Competitie      | Wed.       | Dlp.       | Wed.  | Dlp.  | Wed.           | Dlp.           | Wed.   | Dlp.   | Wed.   | Dlp.   |
| ------------------------------- | ------------------- | --------------- | ---------- | ---------- | ----- | ----- | -------------- | -------------- | ------ | ------ | ------ | ------ |
| 2013/14                         | sc Heerenveen       | Eredivisie      | 6          | 2          | 0     | 0     | —              | —              | 2      | 0      | 8      | 2      |
| 2014/15                         | sc Heerenveen       | Eredivisie      | 30         | 0          | 0     | 0     | —              | —              | 3      | 0      | 33     | 0      |
| 2015/16                         | sc Heerenveen       | Eredivisie      | 20         | 0          | 1     | 0     | —              | —              | 0      | 0      | 21     | 0      |
| 2016/17                         | sc Heerenveen       | Eredivisie      | 26         | 1          | 2     | 0     | —              | —              | 0      | 0      | 28     | 1      |
| 2017/18                         | sc Heerenveen       | Eredivisie      | 2          | 0          | 0     | 0     | —              | —              | 0      | 0      | 2      | 0      |
| 2017/18                         | Sheffield Wednesday | Championship    | 14         | 0          | 0     | 0     | —              | —              | 0      | 0      | 14     | 0      |
| 2018/19                         | Sheffield Wednesday | Championship    | 1          | 0          | 1     | 0     | —              | —              | 0      | 0      | 2      | 0      |
| 2019/20                         | → VfL Osnabrück     | 2. Bundesliga   | 22         | 1          | 0     | 0     | —              | —              | 0      | 0      | 22     | 1      |
| 2020/21                         | Sheffield Wednesday | Championship    | 17         | 0          | 0     | 0     | —              | —              | 0      | 0      | 17     | 0      |
| 2021/22                         | SV Zulte Waregem    | Eerste klasse A | 1          | 0          | 0     | 0     | —              | —              | 0      | 0      | 2      | 0      |
| 2021/22                         | sc Heerenveen       | Eredivisie      | 3          | 1          | 0     | 0     | —              | —              | 0      | 0      | 3      | 1      |
| 2022/23                         | sc Heerenveen       | Eredivisie      | 15         | 0          | 2     | 0     | —              | —              | 0      | 0      | 17     | 0      |
| Carrière totaal                 | Carrière totaal     | Carrière totaal | 157        | 5          | 6     | 0     | 0              | 0              | 5      | 0      | 168    | 5      |
| Bijgewerkt tot 11 augustus 2023 |                     |                 |            |            |       |       |                |                |        |        |        |        |